# ويلبر كوهين
ويلبر كوهين (بالإنجليزية: Wilbur J. Cohen)‏ (و. 1913 – 1987 م) هو سياسي، وبروفيسور (أستاذ جامعي) من الولايات المتحدة الأمريكية . ولد في ميلواكي، ويسكنسن . وكان عالما اجتماعيا وموظفا مدنيا. وكان أحد المهندسين الرئيسيين في إنشاء وتوسيع دولة الرفاهية الأمريكية وشارك في إنشاء كل من برنامج الصفقة الجديدة والمجتمع العظيم.
توفي في سول .

## التعليم
تعلم في جامعة ويسكونسن-ماديسون.

## مناصب وهيئات
أدار جامعة تكساس، أوستن، وجامعة ميشيغان.

## معرض صور

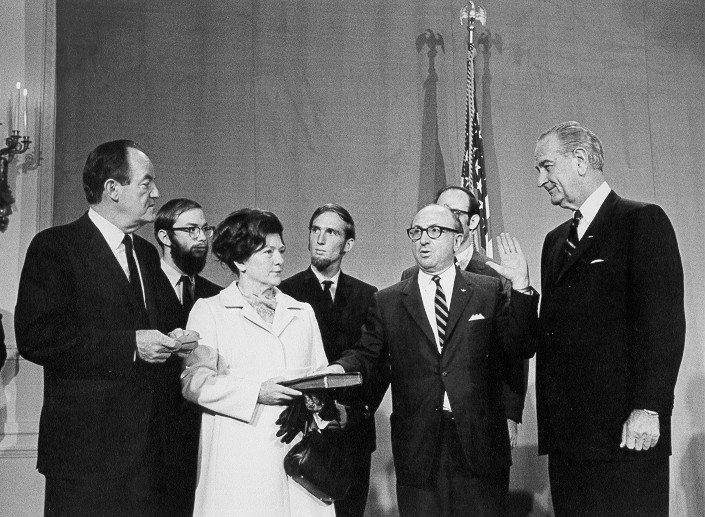
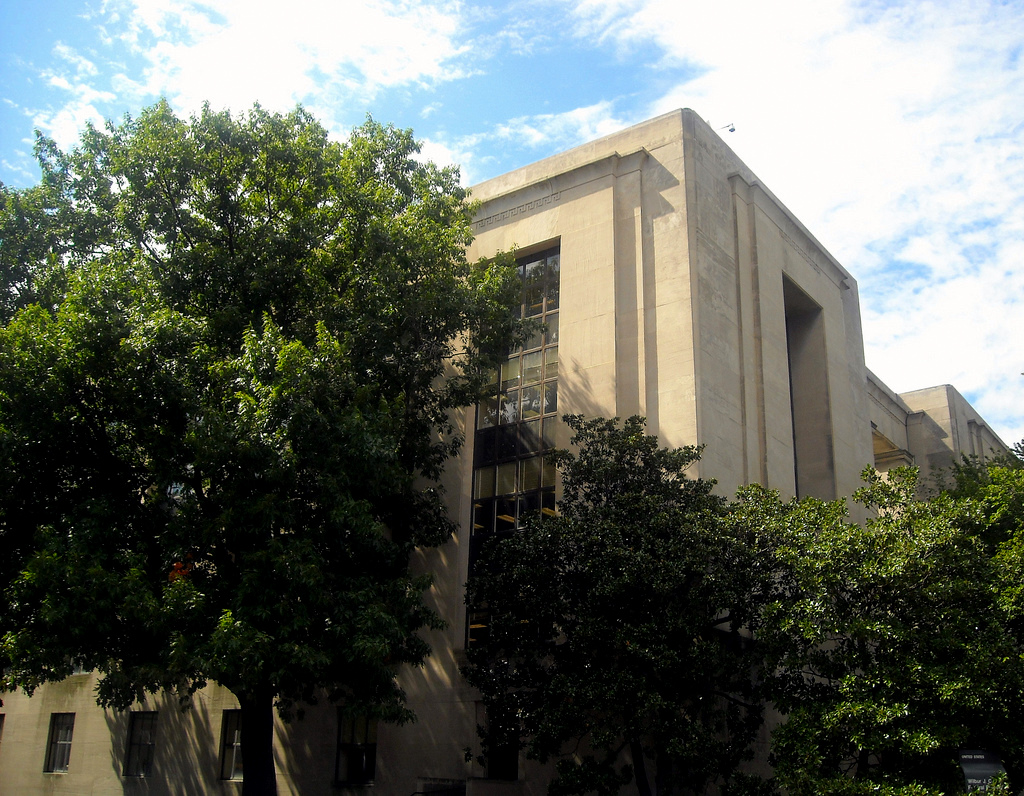
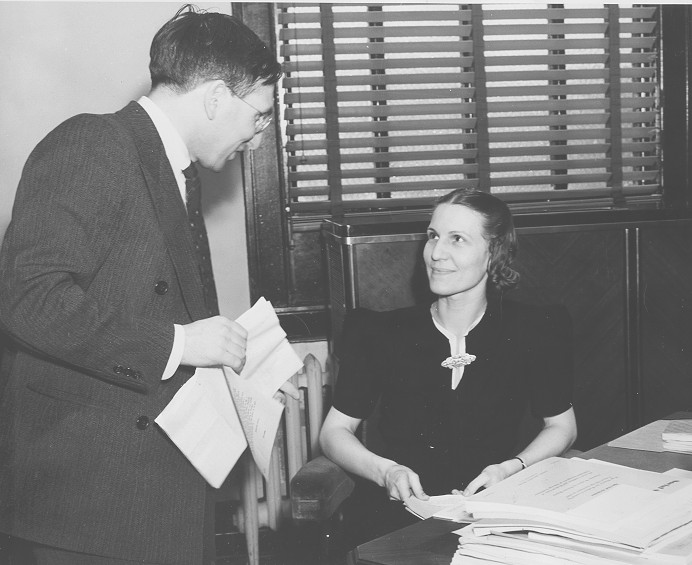

## روابط خارجية
- ويلبر كوهين على موقع مونزينجر (الألمانية)
- ويلبر كوهين على موقع إن إن دي بي (الإنجليزية)